# 제11SS기갑군
제11 SS 기갑군(독일어: SS-Panzer-Armeeoberkommando 11)은 1944년 11월부터 1945년 2월까지 당시 바익셀 집단군 사령관이었던 SS제국지도자 하인리히 힘러에 의해 명목상으로만 편성된 야전군이다.
군사 역사 학자인 안토니 비버는 11 SS 기갑군을 기껏해야 군단급 전력을 지닌 부대로 평가했으며, 바익셀 집단군 작전 장교를 역임한 한스 게오르그 아이스만 대령은 기갑군은 그럴 듯한 명칭에 지나지 않았다고 말했다. 이를 통해 힘러는 휘하 부대의 SS장교들을 고급참모와 야전 지휘관으로 임명했다. 지휘관으로서 가장 적합했던 펠릭스 슈타이너 SS대장이 동 야전군의 사령관에 임명되었다. 독일 육군은 공식적으로 제11군이라는 명칭을 사용했지만, 제11 SS 기갑군이라 불리기도 한다.
1945년 2월 오데르강 동안에서 벌어진 동지 작전에 참가한 후, 서부 전구 총사령부로 전속되었다. 재편성된 동 군은 1945년 3월부터 서방 연합군을 상대로 전투를 치렀다. 베저강과 하르츠산맥 근방에서 방어전을 치른 후 1945년 4월 21일 서방 연합군에게 항복했다.

## 역대 지휘관
| 이름            | 계급   | 임기 시작      | 임기 종료     |
| --------------- | ------ | -------------- | ------------- |
| 펠릭스 슈타이너 | SS대장 | 1945년 2월 5일 | 1945년 3월 초 |

11 SS 기갑군 사령부는 상 라인 집단군 사령부를 개칭한 것으로 1945년 3월 초 11 SS 기갑군은 11군으로 재개칭되었다.

## 전투서열

### 1945년 2월
1945년 2월 5일 바익셀 집단군 소속이었던 제11군은 다음과 같은 부대들을 휘하에 두고 있었다.
- 테타우 군단 집단

쾨슬린 (Köslin)
베르발데 (Bärwalde)
- 10 SS 군단

5 경보병 사단
402 사단
- 문첼 군단 집단

총통 척탄병 사단
총통 호위 사단
- 3 SS 기갑 군단

281 보병 사단
23 SS 기갑척탄병 사단 네데르란트
보익트 사단
11 SS 기갑척탄병 사단 노르트란트
28 SS 척탄병 사단
- 39 기갑 군단

4 SS 경찰 기갑척탄병 사단
10 SS 기갑 사단 프룬츠베르크
28 SS 척탄병 사단
홀슈타인 기갑 사단
- 2 군관구 사령부 (군단급 사령부)

슈비네뮌데 방어구
데네케 사단
9 팔쉬름예거 사단
- 야전군 직할

163 보병 사단

### 1945년 3월
1945년 3월 1일 바익셀 집단군 소속이었던 제11군에 배속된 부대는 존재하지 않았다.

### 1945년 4월
1945년 4월 12일 서부 전구 총사령부 직할의 제11군은 아래와 같은 부대를 휘하에 두고 있었다.
- 67 군단

펠너 전투단
에트너 사단
하이덴라이히 사단
그로스크로이츠 사단
- Stellv. IX

26 국민척탄병 사단
326 국민척탄병 사단
- 66 군단

277 국민척탄병 사단
베스트팔렌 기갑 여단
9 기갑 사단
116 기갑 사단 빈트훈트

## 같이 보기
- 11군은 육군에 속한 공식적인 독일 야전군이다. 또한 재편성되기 전, 11군은 대전 초기 동부 전선에서 싸운 전적이 있다.
- 베를린 공방전에 참전한 이름뿐인 부대인 슈타이너 분견군은 슈타이너 SS대장이 지휘했던 탓인지 종종 11 SS 기갑군과 혼동되고 있다.

## 참고 문헌
- Tessin, Georg. Verbände und Truppen der deutschen Wehrmacht und Waffen-SS 1939 - 1945 Volume 3
- Beevor, Antony. Berlin: The Downfall 1945, Penguin Books, 2002, ISBN 0-670-88695-5